# Conus imperialis
Conus imperialis é uma espécie de gastrópode do gênero Conus, pertencente à família Conidae.

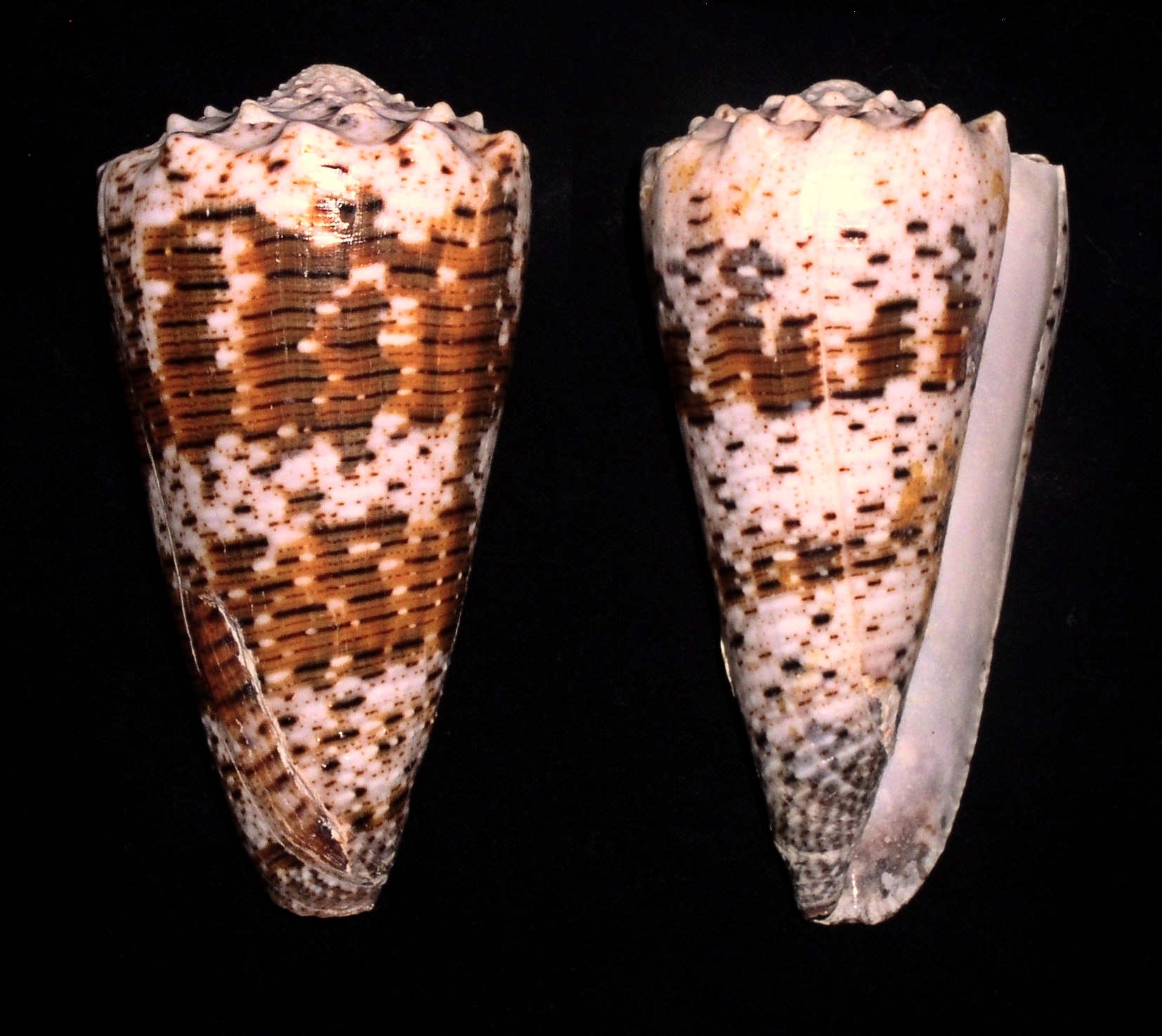
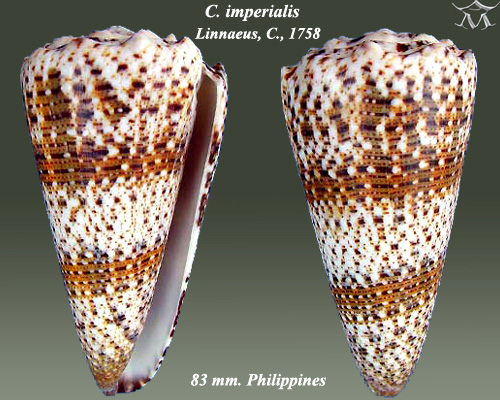
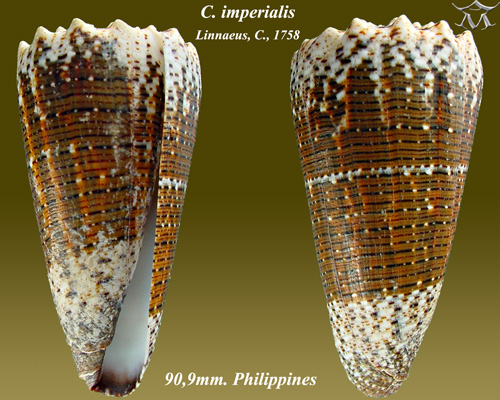
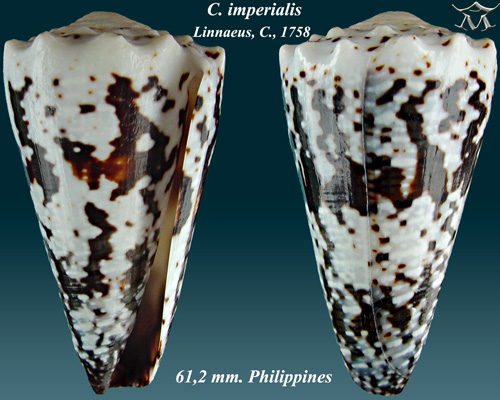
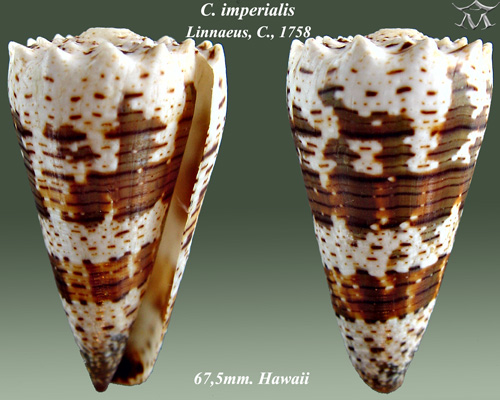
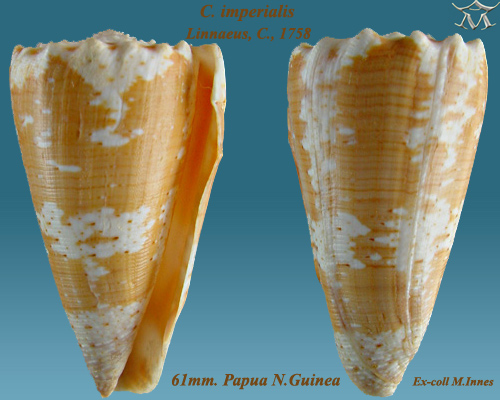
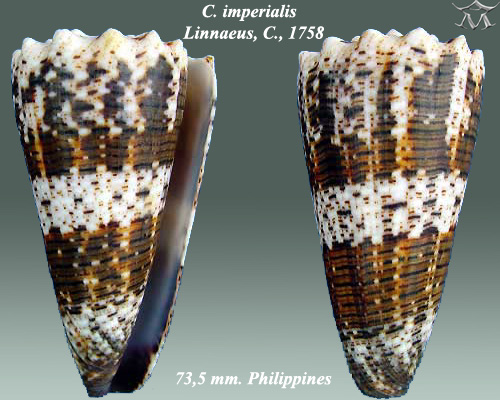